# Teleturniej

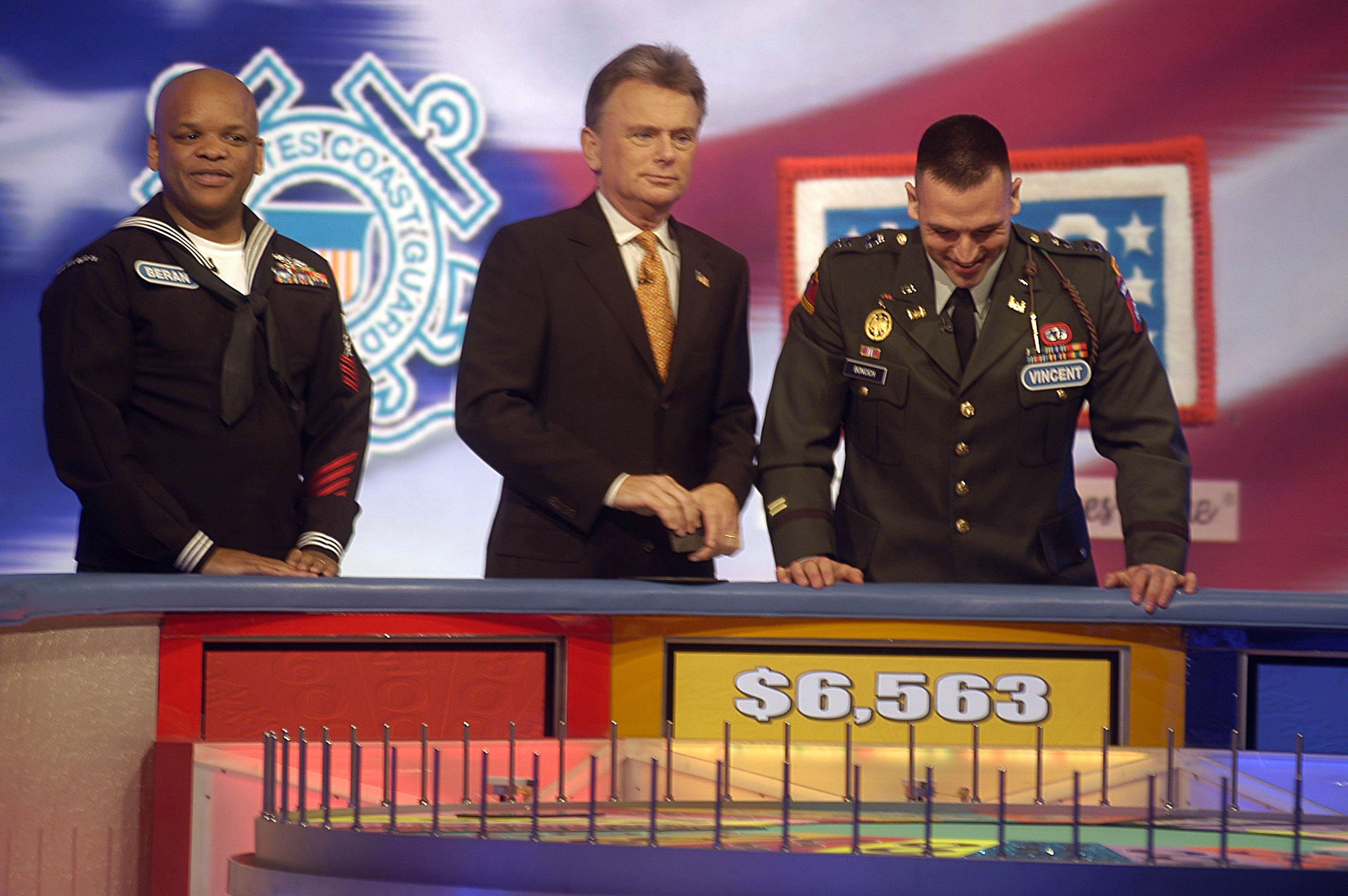
Amerykański teleturniej Wheel of Fortune (Koło Fortuny)

Teleturniej – specyficznie telewizyjny gatunek dziennikarski i typ telewizyjnego programu rozrywkowego. Polega na wykonywaniu przed kamerami przez uczestników (na ogół dobieranych na zasadzie otwartych eliminacji, choć czasem specjalnie zapraszanych do programu – wówczas są to z reguły osoby powszechnie znane) narzuconych im przez prowadzącego zadań, za co otrzymują – niekiedy bardzo wysokie – nagrody.
Istotą przekazu telewizyjnego w wypadku teleturnieju jest odbicie atmosfery walki i pokazanie reakcji psychologicznych uczestników.

## Systematyka
Teleturnieje można podzielić na:
- wiedzowe – uczestnicy sprawdzani są z wiedzy ogólnej (np. Jeden z dziesięciu, Milionerzy) lub specjalistycznej (np. Wielka gra, Giganci historii);
- zręcznościowo-zabawowe – dominantą jest wykonywanie określonych zadań zręcznościowych, niekiedy zagrażających uczestnikowi ośmieszeniem (np. Milion w minutę, Hole in the Wall).

Inne podziały to podział na teleturnieje:
- indywidualne (np. Koło Fortuny, Rosyjska ruletka);
- drużynowe (np. Postaw na milion, Familiada);

albo na:
- cykliczne – z „dalszym ciągiem” (np. Jaka to melodia?, Awantura o kasę);
- jednorazowe (np. Najsłabsze ogniwo, Czy jesteś mądrzejszy od piątoklasisty?).

Specyficzną formę stanowią także programy typu Call TV, nazywane często teleturniejami interaktywnymi.

## Historia teleturniejów na świecie
Początki teleturniejów (ang. game shows) sięgają roku 1935. Wówczas Roy Ward Dickson w kanadyjskim radiu prowadził audycję „Professor Dick and His Question Box”. W ciągu dwóch lat od jej rozpoczęcia, w radiostacjach całej Ameryki Północnej pojawiło się około 200 tego rodzaju programów. Nowy gatunek programu został też zaadaptowany przez telewizję.
W drugiej połowie lat 50. XX wieku, reżyserzy teleturniejów emitowanych w Stanach Zjednoczonych zaczęli manipulować przebiegiem rozgrywek, aby wzrosła popularność ich programów. Przekazywali wybranym zawodnikom pytania, którzy następnie odnosili serie błyskotliwych zwycięstw. Skandal został ujawniony przez jednego z podstawionych uczestników teleturnieju „21”, a cała sprawa została skierowana do Kongresu Stanów Zjednoczonych. Oszustwo wywołało oburzenie telewidzów amerykańskiej telewizji, przez co popularność teleturniejów gwałtownie spadła. Przebieg afery ukazany jest w filmie „Quiz Show”.
Oglądalność programów z gatunku game show w USA ponownie wzrosła w latach sześćdziesiątych XX wieku po znacznym zmniejszeniu wartości nagród pieniężnych i dopuszczeniu nagród rzeczowych.

## Historia polskich teleturniejów
W Telewizji Polskiej teleturnieje wprowadzili pod koniec lat pięćdziesiątych, wraz z nazwą gatunku, Stanisław Cześnin i Karol Lubelczyk, którzy jednak szybko zrezygnowali z zajmowania się tym rodzajem programów; główną rolę w upowszechnieniu gatunku odegrali zaś Jan Zakrzewski i Ryszard Serafinowicz, twórcy zespołu OZETES (od pierwszych liter nazwisk Juliusza Owidzkiego – autora pytań do większości programów, Zakrzewskiego i Serafinowicza). Na początku lat sześćdziesiątych, gdy kształtowała się pierwsza struktura samodzielnej telewizji, powstała Redakcja Teleturniejów; jej pierwszym kierownikiem (do roku 1969) był Ryszard Serafinowicz. Redakcja wchodziła początkowo w skład większej struktury Naczelnej Redakcji Programów Literackich, potem weszła w skład oddzielonej od niej Naczelnej Redakcji Programów Rozrywkowych. Sekretarzem redakcji była Joanna Rostocka, stałym scenografem – Jan Laube, stałym realizatorem obrazu Stanisław Taczanowski, szefami produkcji Ludwik Niemira i Barbara Walusiak.
Wśród pierwszych quizów telewizyjnych znajdowały się m.in.: Zgaduj-zgadula – Tele-Warszawa, Kto, co?, Asocjacje, a także Krzyżówka z papugą, w której nagrodą główną była żywa papuga (w późniejszym okresie na antenie telewizji pojawiła się także pozycja pt. Gęś, której rozgrywka wzorowana była na grach planszowych, a nagrodą w niej była żywa gęś). Do roku 1969 do najpopularniejszych teleturniejów należały Kółko i krzyżyk, 20 pytań, Parada kłamców i blagierów, Drzewko mądrości, Śladami Pitagorasa, Dwadzieścia jeden i Wiem wszystko. W roku 1962 przeniesiono na grunt polski „Wielką grę” (była to bardzo luźna adaptacja scenariuszy odpowiednich programów: włoskiego i amerykańskiego). Program nadawany był raz na miesiąc w niedzielę. Wysokość nagrody odpowiadała przeciętnym rocznym zarobkom w Polsce. Na taką wygraną trzeba było uzyskać specjalną zgodę; rokowania z władzami Radiokomitetu w tej sprawie mogły trwać niemal rok.
W szczytowym okresie popularności gatunku, tj. połowa lat sześćdziesiątych, redakcja realizowała dwa cykliczne programy – „małe” (28-minutowe) – we wtorki i piątki około godz. 17.00 oraz jeden „duży” (50-minutowy) program w niedzielę w paśmie godz. 15.00–18.00.
Po roku 1969 i emigracji Ryszarda Serafinowicza redakcją kierowali kolejno Stanisław Taczanowski i Janusz Budzyński. Wkrótce redakcja straciła samodzielność wraz ze zwolnieniem z telewizji Janusza Budzyńskiego. W latach siedemdziesiątych teleturnieje traciły stopniowo widza (i uznanie władz). Po roku 1969 teleturnieje uległy ponadto na pewien czas silnemu upolitycznieniu w duchu „narodowo-patriotycznym”, tracąc w dużej mierze charakter czystej rozrywki umysłowej.
Najdłużej trwającym teleturniejem w Polsce jest Wielka gra – emisja tego programu trwała 44 lata (od 1962 do 2006), a wśród obecnie produkowanych (stan na październik 2024): Jeden z dziesięciu i Familiada (oba emitowane od 1994 roku).
Najwyższa wygrana (nominalnie, w PLN), jaka dotychczas padła w historii polskich teleturniejów to 1 000 000 złotych. Kwotę tę zdobyto w teleturnieju Milionerzy w odcinkach wyemitowanych 28 marca 2010 roku, 21 marca 2018 roku, 14 marca 2019 roku, 23 września 2021 roku i 19 września 2022 roku. Teleturniej od początku emisji (3 września 1999 roku) i jako pierwszy w Polsce (od czasu denominacji złotego w 1995 roku) oferował nagrodę o takiej wartości. W późniejszym czasie powstało siedem innych teleturniejów, w których główną nagrodą był 1 000 000 zł: Życiowa szansa, Chciwość, czyli żądza pieniądza, Grasz czy nie grasz, Strzał w 10, Postaw na milion, Milion w minutę oraz The Wall. Wygraj marzenia, w którym istniała teoretyczna szansa na zdobycie 1 237 494 zł. W 2023 roku, w ramach odcinków specjalnych teleturnieju Milionerzy, wyemitowano specjalny turniej, w którego finale zaoferowano dwa miliony złotych.
Teleturnieje stworzone w Polsce Awantura o kasę i Gra w ciemno (oba teleturnieje produkowane przez ATM Grupa i emitowane przez Polsat) doczekały się zagranicznych edycji. Awanturę o kasę zaadaptowano w Nowej Zelandii, a Gra w ciemno miała swoje wersje m.in. w Czechach, Hiszpanii i Wietnamie.

## Współczesność
Pod koniec XX wieku gatunek uległ odrodzeniu, ale na przełomie pierwszej i drugiej dekady XXI wieku również zwyrodnieniu. Zdecydowanie mniejsze zaciekawienie, zwłaszcza producentów, budziły teleturnieje wiedzowe. Realizatorzy stawiali na niewybredną rozrywkę czy szokowanie widza – jednym z teleturniejów tego typu był format The Moment of Truth (w Polsce Moment prawdy), gdzie uczestnicy odpowiadali na pytania dotyczące m.in. intymnych sfer ich życia prywatnego. Z czasem wycofano się z tego pomysłu.
W Polsce od 2010 r. władze stacji komercyjnych stopniowo wycofywały z ramówek teleturnieje, a w telewizji publicznej pozostało tylko parę programów, głównie tych najdłużej emitowanych.
W drugiej połowie drugiej dekady XXI wieku nastąpiło odrodzenie gatunku w polskiej telewizji. Obecne od dawna formaty utrzymały stałą widownię. W roku 2017 na antenę TVN powrócił teleturniej Milionerzy, w odpowiedzi na co Telewizja Polska wprowadziła do ramówki między innymi nową odsłonę Koła Fortuny i nowy format The Wall. Wygraj marzenia. W kolejnych latach nadawca publiczny poszerzał ofertę teleturniejów o takie tytuły, jak np. Gra słów. Krzyżówka, Va banque czy Giganci historii. Według badań oglądalności przeprowadzanych przez Nielsen Audience Measurement w roku 2019 poszczególne odcinki teleturniejów potrafiły zapewnić ich nadawcom nawet 15–25% udziałów w rynku w paśmie ich emisji. Programy tego gatunku regularnie znajdują się w zestawieniach 20 najchętniej oglądanych audycji telewizyjnych.

W marcu 2020 roku w związku pandemią COVID-19 w Polsce nagrania wszystkich teleturniejów zostały wstrzymane. Po miesiącu Telewizja Polska wznowiła nagrania do niektórych programów, ale w zmodyfikowanej formie, z zachowaniem wszystkich wymogów sanitarnych. Produkcję teleturniejów dla innych stacji przywrócono latem tamtego roku. W okresie pandemii (wiosna 2020–wiosna 2022) oglądalność większości najpopularniejszych dotychczas teleturniejów – podobnie jak innych programów telewizyjnych – zmalała; niemniej pozostały one jednym z najliczniej oglądanych gatunków w polskiej telewizji.